# Castillo de Mata
El castillo de Mata, Castillo de Casa Mata o Cuartel de Alonso Alvarado está situado en la ciudad de Las Palmas de Gran Canaria, Gran Canaria, Canarias, España.

## Historia
El primer Castillo de la Mata fue elaborado por el ingeniero Juan Alonso Rubián en 1577. Originalmente se construyó un torreón redondo situado al final de la muralla. Deteriorado por los ataques de la armada holandesa capitaneada por Pieter van der Does en 1599, fue reedificado por Francisco de la Rúa tras la derrota de los holandeses en esta zona y recibió el nombre de Castillo de Casa Mata, conocido hoy como Castillo de Mata, debido a que su función era la de guardar la muralla de la ciudad se hizo de forma de casamata.
Fray José de Sosa se refiere a él como un pequeño castillo muy fuerte, compuesto por un «torreoncillo de dos o tres piezas» que complicaron la entrada de los holandeses en la ciudad, barriendo su ejército por el paramento exterior con sus fuegos. El castillo se hizo acasamatado, lo que permitió que tuviese capacidad para instalar 2 o 3 piezas de artillería con las que defender la muralla; disponía de 9 cañones.
Hasta 1780, en el baluarte solo había «un mal nicho debajo del terraplén, el piso de entrada por la gola y cubierta de madera para pólvora, así como un reducido Cuerpo de Guardia sencillo, de piedra y barro, que estaba arrimado por el interior sobre el terraplén a la gola». En 1780 se reconstruyeron los parapetos, las troneras, las explandas, las banquetas, las escaleras de comunicación, los almacenes de pólvora, el pertrecho y el Cuerpo de Guardia; los parapetos «estaban aspillerados para fuego de Infantería», elevados para que desenfilasen de la altura del frente.
El castillo cuenta con varias adiciones posteriores. Sirvió de alojamiento para las fuerzas del cuerpo de artilleros del ejército español hasta 1976 momento en el que es cedido a la Legión Española, que tras la salida del Sahara Español, reubica al Tercio “Don Juan de Austria”, tercero de La Legión, con base principal en Fuerteventura y como escalón de apoyo  en el Castillo de Mata en Las Palmas de Gran Canaria hasta 1997.
El 22 de abril de 1949 fue declarado Monumento Histórico Artístico, siendo así protegido por la Declaración genérica del Decreto de 22 de abril de 1949, y la Ley 16/1985 sobre el Patrimonio Histórico Español.

## Actos
En el Castillo de Mata, junto a la Plaza de Nuestra Señora del Pino es el lugar tradicional donde se realiza la recepción oficial de bienvenida a la ciudad de la Virgen del Pino cuando ésta baja a Las Palmas de Gran Canaria desde su basílica de Teror.

## Museo Castillo de Mata

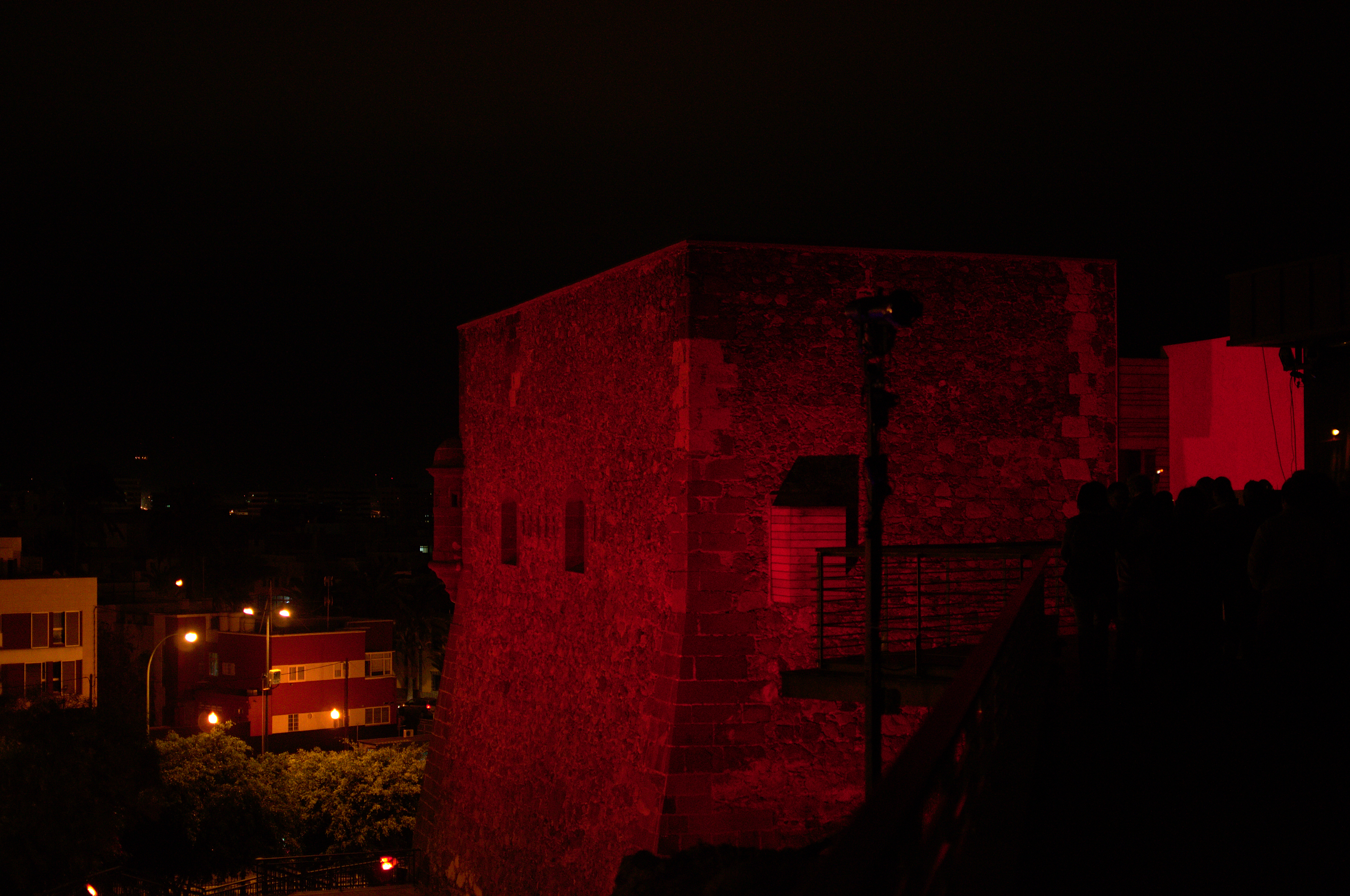
Castillo de Mata durante una visita guiada en la que se narró el ataque de Pieter van der Does en la noche del Día Internacional de los Museos de 2016

En 2002, durante una intervención arqueológica, se descubrió el cubelo original. Este descubrimiento conllevó posteriores intervenciones arqueológicas con el objetivo de restaurarlo y rehabilitarlo. Se pone en marcha un proyecto de museo de sitio que culmina con su inauguración el 18 de marzo de 2015. El museo, cuyo proyecto principal fue desarrollado por la historiadora del arte Ángeles Alemán, aborda dos temas principales, «la historia del castillo y su arqueología» y «la historia de la ciudad y su relación con el mar», permitiendo un recorrido desde la fundación de la ciudad hasta la actualidad.

## Otras fortificaciones de la ciudad
- Castillo de la Luz
- Castillo de San Cristóbal
- Castillo de San Francisco
- Muralla de Las Palmas
- Fortaleza de Santa Catalina
- Torre de Santa Ana